# Macridiscus
Macridiscus је род морских шкољки из породице Veneridae, тзв, Венерине шкољке.

## Врсте
Према WoRMS
- Macridiscus aequilatera  (G. B. Sowerby I, 1825)
- Macridiscus donacinus  (Megerle von Mühlfeld, 1811)
- Macridiscus multifarius  L. F. Kong, Matsukuma & Lutaenko, 2012
- † прихваћена као
- прихваћена као